# Billel Harkas
 (mars 2020).
Billel Harkas est un footballeur algérien né le 29 décembre 1974 à Alger. Il évoluait au poste de milieu défensif.

## Biographie
Billel Harkas commence sa carrière à l'USM Blida, où il évolue pendant six saisons. Il rejoint ensuite le CR Belouizdad, où il reste quatre saisons. Il joue ensuite brièvement à l'ES Sétif, avant de retourner à l'USM Blida. Il joue ensuite une saison MC Saïda, et termine sa carrière par une dernière saison au CS Constantine.
Avec l'équipe de Belouizdad, il dispute un total de 105 matchs en première division algérienne, pour quatre buts inscrits. Il participe également à la Coupe de la confédération en 2004 avec cette équipe.

## Palmarès
- Finaliste de la Coupe d'Algérie en 1996 avec l'USM Blida
- Finaliste de la Coupe d'Algérie en 2003 avec le CR Belouizdad